# Aleksander Jaworowski
Aleksander Roman Jaworowski (ur. 21 marca 1849 w Nowej Aleksandrii, zm. 25 lutego 1924 w Lublinie) – polski lekarz i bibliotekarz.

## Życiorys
Studiował najpierw w Szkole Głównej, która w 1870 przekształcona została w Cesarski Uniwersytet Warszawski, w którym uzyskał w 1874 dyplom lekarza, po czym z Warszawy przeniósł się do Lublina, z którym związał się już na stałe. W tym samym roku powstało Towarzystwo Lekarskie Guberni Lubelskiej, którego Jaworowski był aktywistą (zorganizował m.in. bibliotekę Towarzystwa, której katalog opracował i wydał drukiem w roku 1885). Kilkakrotnie był wybierany prezesem tego Towarzystwa, później otrzymał w nim tytuł członka honorowego, w 1914 opublikował w Krakowie Zarys Historii Towarzystwa Lekarskiego w Lublinie w ciągu 40-lecia.
Od 1907 do 1913 był skarbnikiem (a od 1913 do śmierci prezesem) Komitetu Organizacyjnego Towarzystwa Biblioteki Publicznej im. H. Łopacińskiego (powstałego w 1907, po śmierci bibliofila Hieronima Łopacińskiego), stworzył też w 1913 katalog rękopisów Towarzystwa i pierwszy doń dodatek (w 1917), a we wrześniu 1918 w „Kronice Powiatu Zamoyskiego” opublikował opracowanie Zamościana w Bibliotece Publicznej im. Hieronima Łopacińskiego w Lublinie.
Aktywny też jako lubelski społecznik (zorganizował m.in. „Kroplę mleka” i opiekował się „Salą sierot”, działał w komitecie przygotowującej wystawy przedstawiające dorobek regionu) uhonorowany został Krzyżem Oficerskim Orderu Odrodzenia Polski oraz członkostwem Towarzystwa Lekarskiego Warszawskiego, a także towarzystw lekarskich w Krakowie i w Łodzi.

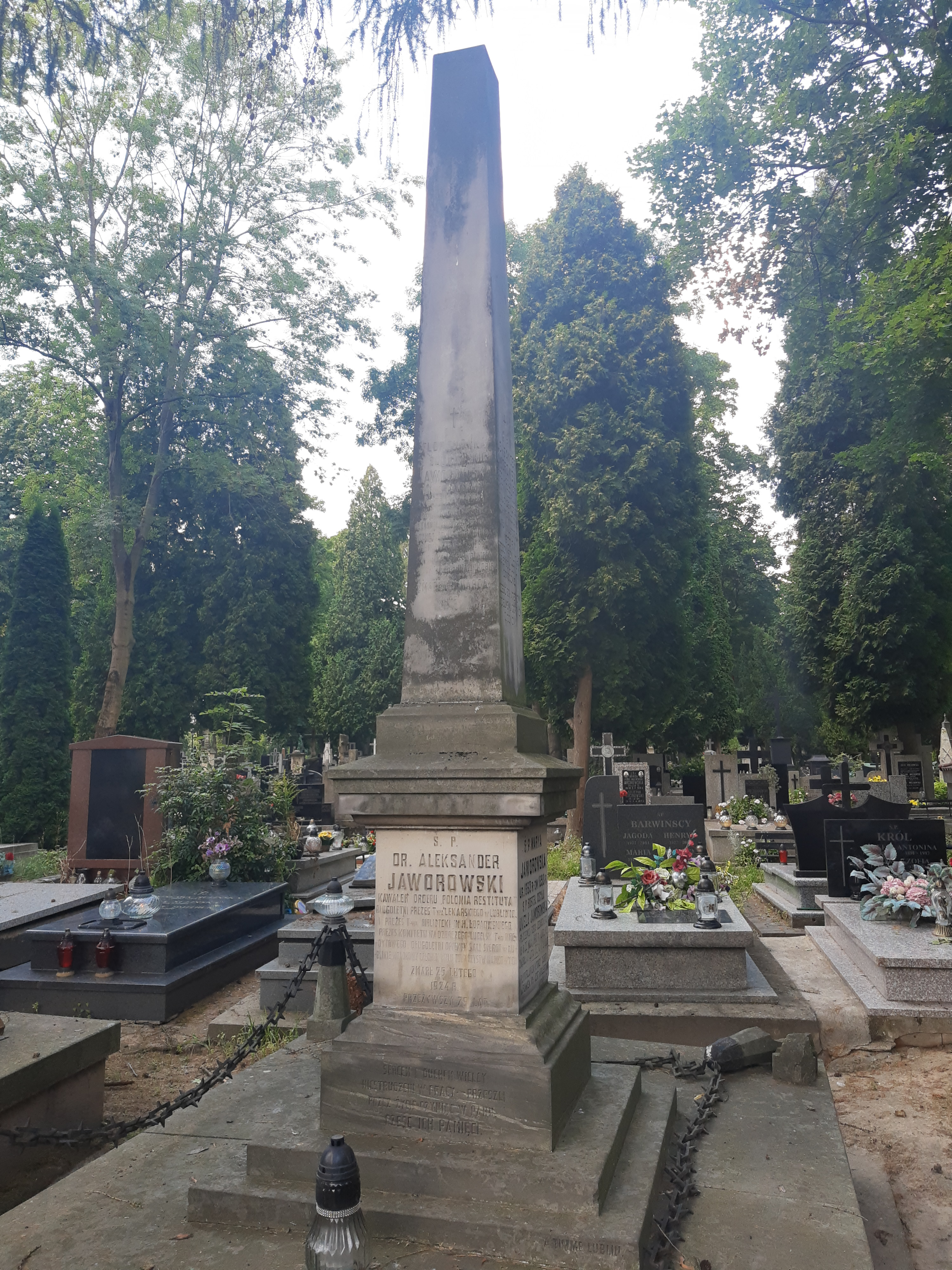
Grób dra Aleksandra Jaworowskiego na cmentarzu przy ulicy Lipowej

## Źródło
- Józef Mazurkiewicz, Polski Słownik Biograficzny. T. 11: Jarosław - Kapliński Seweryn. Wrocław-Warszawa-Kraków: Ossolineum - Polska Akademia Nauk, 1964-1965, s. 101.